# Napeogenes mastersi
Napeogenes mastersi är en fjärilsart som beskrevs av Fox och Real 1971. Napeogenes mastersi ingår i släktet Napeogenes och familjen praktfjärilar. Inga underarter finns listade i Catalogue of Life.